# Новогромовское муниципальное образование
Новогромовское муниципальное образование — муниципальное образование со статусом сельского поселения в 
Черемховском районе Иркутской области России. Административный центр — посёлок Новогромово.

## Демография
По результатам Всероссийской переписи населения 2010 года 
численность населения муниципального образования составила 1558 человек, в том числе 758 мужчин и 800 женщин.

## Населенные пункты
В состав муниципального образования входят населенные пункты
- Новогромово
- Громова
- Забитуй
- Катом
- Малиновка
- Ступина
- Шаманаева[2]